# Protium baracoense
Protium baracoense är en tvåhjärtbladig växtart som beskrevs av Johannes Bisse. Protium baracoense ingår i släktet Protium och familjen Burseraceae. Inga underarter finns listade i Catalogue of Life.